# 相良南海夫
相良 南海夫（さがら なみお、1969年8月14日 - ）は、日本のラグビー指導者。

## プロフィール
- 埼玉県春日部市出身[2]。
- 現役時代のポジションはフランカー(FL)。
- 息子の昌彦もラグビー選手[3](現・早稲田大学)

## 略歴
早稲田大学高等学院、早稲田大学を経て、1992年、三菱重工相模原(現・三菱重工相模原ダイナボアーズ)に加入。なお早稲田大学時代、ラグビー部主将を務めた。
2000年、三菱重工相模原の監督就任。8年間務めた
2018年、早稲田大学の監督に就任。
2020年、監督として大学選手権で早稲田11年ぶりの優勝を果たす。翌2021年、早稲田大学監督を退任。

## 著書
- 『早稲田ラグビー　最強のプロセス 』　講談社